# Vaux-sur-Vienne
Vaux-sur-Vienne település Franciaországban, Vienne megyében. Lakosainak száma 543 fő (2022. január 1.). Vaux-sur-Vienne Antran, Dangé-Saint-Romain, Ingrandes és Vellèches községekkel határos.

## Népesség
A település népessége az elmúlt években az alábbi módon változott:
| Lakosok száma | 599  | 569  | 560  | 546  | 538  | 532  | 540  | 542  | 543  |
|               | 2013 | 2015 | 2016 | 2017 | 2018 | 2019 | 2020 | 2021 | 2022 |